# Taufaʻahau Manumataongo
Taufaʻahau Manumataongo Tukuʻaho (ur. 10 maja 2013 w Auckland) – książę tongijski, syn następcy tronu Tonga księcia Siaosi Manumataongo ʻAlaivahamamaʻo ʻAhoʻeitu Konstantin Tukuʻaho i jego żony księżnej Sinaitakali Tuʻimatamoana Fakafanui, wnuk króla Tupou VI. Zajmuje drugie miejsce w sukcesji do tongańskiego tronu.
Taufaʻahau został ochrzczony 14 lipca 2013 w Nukuʻalofie.